# 平山午介
平山 午介（ひらやま うますけ、1870年5月26日（明治3年4月26日）- 1959年（昭和34年）7月11日）は、明治から昭和期の逓信官僚、実業家、政治家。衆議院議員。

## 経歴
常陸国茨城郡、のちの茨城県水戸市赤沼町で平山貞吉の三男として生まれた。1891年（明治24年）6月に家督を相続した。青弘塾で漢籍を修め、経済学者塩澤昌貞と同門で共に将来を嘱望された。1886年（明治19年）に上京して苦学しながら普通学を修めた。
逓信省に入省し、通信事務官補、通信事務官、大阪郵便為替貯金管理支所長、郵便貯金局事務官、大阪貯金支局長などを歴任。この間、記帳の様式にルーズリーフ式を採用するなど貯金事務の改善に貢献した。
1912年（明治45年 / 大正元年）阪谷芳郎東京市長、松木幹一郎東京市電気局（現東京都交通局）長から招聘され、同局監理課長に就任。経営難であった電燈部の経営に当たった。その後、台湾総督府評議員、通信協会名誉会員などを務めた。
1915年（大正4年）3月の第12回衆議院議員総選挙で茨城県水戸市から立憲同志会所属で出馬して当選し、その後憲政会に所属して衆議院議員に1期在任した。この間、衆議院決算委員などを務めた。
実業界では、八千代生命保険取締役、日本ラミー紡織常務取締役、台湾拓殖製茶常務取締役、高砂興業製糖取締役、北海道土地取締役、大沼電鉄社長、帝国精工社長、共立興業社長、機械製作資料社社長、銀座昭興監査役、金時商会監査役、東京板金機械工業製作所相談役、秋津工業相談役、協和精工相談役などを務めた。

## 著作
- 松島惇との共編『交通之栞』岡崎屋書店、1903年。